# Acentrogobius masoni
Acentrogobius masoni är en fiskart som först beskrevs av Day, 1873.  Acentrogobius masoni ingår i släktet Acentrogobius och familjen smörbultsfiskar. Inga underarter finns listade i Catalogue of Life.